# Gossip Girls
Gossip Girls – czwarty album studyjny i trzeci album japoński południowokoreańskiej grupy T-ara, wydany 14 maja 2014 roku przez wytwórnię EMI Music Japan. Został wydany w trzech wersjach: Pearl, Sapphire i Diamond. Pearl jest edycją regularną, Sapphire jest limitowaną edycją z DVD, a Diamond oprócz DVD zawierała photobook. Album osiągnął 7 pozycję w rankingu Oricon i pozostał na liście przez 6 tygodni, sprzedał się w nakładzie 13 393 egzemplarzy.

## Lista utworów
| Nr  | Tytuł                                                                                    | Słowa                           | Muzyka                          | Czas |
| --- | ---------------------------------------------------------------------------------------- | ------------------------------- | ------------------------------- | ---- |
| 1.  | "Just Now"                                                                               | Tairayoo                        | Yasuaki Moriya                  | 3:31 |
| 2.  | "Lucky Wannabeee!"                                                                       | Shōko Fujibayashi               | Ahn Youn-gmin                   | 3:30 |
| 3.  | "NUMBER NINE" (Japanese ver.)                                                            | Shinsadong Tiger, Choi Gyu-sung | Shinsadong Tiger, Choi Gyu-sung | 3:48 |
| 4.  | "Lead the way"                                                                           | Kōta Okochi, Ono Miyaichi Osamu | Kōta Okochi                     | 3:59 |
| 5.  | "Keep On Walking"                                                                        | MEG.ME                          | Kōta Ogawa                      | 4:02 |
| 6.  | "Knockin’ on my heart"                                                                   | MEG.ME                          | MEG.ME                          | 3:51 |
| 7.  | "MUSICA MUSICA"                                                                          | Takafumi Fujino                 | Takafumi Fujino                 | 3:51 |
| 8.  | "Watashi, dōshiyō" (jap. 私、どうしよう) (Japanese ver.)                                 | Polar Bear, Shinsadong Tiger    | Polar Bear, Shinsadong Tiger    | 3:38 |
| 9.  | "LA’booN"                                                                                | Shōko Fujibayashi               | MEG.ME                          | 4:10 |
| 10. | "A-HA"                                                                                   | Takafumi Fujino                 | Takafumi Fujino                 | 4:32 |
| 11. | "Kioku ~Kimi ga kureta michishirube~" (jap. 記憶 ～君がくれた道標～)                     | Kiyosumi Ida, Osamu Onomiyaichi | Kiyosumi Ida                    | 4:24 |
| 12. | "T.T.L ～ Time to Love～ (Japanese ver.) DJ Hanmin Remix"                                | HI-D                            | Kim Do-hoon, DJ Hanmin          | 4:06 |
| 13. | "Watashi, dōshiyō" (jap. 私、どうしよう) (Part 2) (Hidden track in Diamond Edition only) | Polar Bear, Shinsadong Tiger    | Polar Bear, Shinsadong Tiger    | 3:38 |

## Notowania
| Lista                      | Pozycja |
| -------------------------- | ------- |
| Oricon Daily Albums Chart  | 3       |
| Oricon Weekly Albums Chart | 7       |
| Billboard Japan Top Albums | 4       |